# Hadrodontes austrinus
Hadrodontes austrinus är en fjärilsart som beskrevs av Rothschild 1900. Hadrodontes austrinus ingår i släktet Hadrodontes och familjen praktfjärilar. Inga underarter finns listade i Catalogue of Life.